# Lucia Di Guglielmo
Lucia Di Guglielmo (Pisa, 26 juni 1997) is een voetbalspeelster uit Italië. Ze speelt als verdediger voor AS Roma in de Serie A.

## Clubcarrière
Di Guglielmo begon met voetballen bij de lokale amateurclub Zambra nadat haar beste vriendin haar vroeg om mee te trainen. Een van haar teamgenoten bij Zambra was Andrea Favilli. Tot haar veertiende kwam ze bij Zambra uit in gemixte teams. In 2011 voegde ze zich bij Valdarno, dat later werd hernoemd naar Castelfranco. Deze club groeide uit tot Serie A club Empoli. Met Castelfranco kwam ze uit in de Serie C en Serie B, terwijl, ze met Enpoli uitkwam in de Serie A. Ook was ze een periode aanvoerder van Empoli. Di Guglielmo kwam tot vijftig optredens in de hoofdmacht van Empoli.
In juli 2021 tekende Di Guglielmo een contract bij AS Roma samen met voormalig Empoli speelster Benedetta Glionna.

## Statistieken
| Seizoen | Club       | Land   | Competitie | Wedstrijden | Doelpunten |
| ------- | ---------- | ------ | ---------- | ----------- | ---------- |
| 2017/18 | SSD Empoli | Italië | Serie A    | 15          | 0          |
| 2019/20 | SSD Empoli | Italië | Serie A    | 16          | 1          |
| 2020/21 | SSD Empoli | Italië | Serie A    | 21          | 0          |
| 2021/22 | AS Roma    | Italië | Serie A    | 19          | 2          |
| 2022/23 | AS Roma    | Italië | Serie A    | 10          | 0          |
| 2023/24 | AS Roma    | Italië | Serie A    | 19          | 4          |
| 2024/25 | AS Roma    | Italië | Serie A    | 20          | 4          |
| Totaal  | Totaal     | Totaal | Totaal     | 120         | 11         |

Laatste update: 10 april 2025

## Interlandcarrière
Di Guglielmo maakte haar debuut voor het Italiaanse nationale team op 24 februari 2021 door in te vallen voor Valentina Bergamaschi in een wedstrijd tegen Israël in het Stadio Artemio Franchi in Florence. In april 2024 maakte ze haar eerste interlanddoelpunt in een wedstrijd tegen Finland in de Nations League 2025.
Twee jaar eerder was Di Guglielmo onderdeel van de Italiaanse selectie op het EK 2022 in Engeland. Italië werd hier uitgeschakeld in de groepsfase. Di Guglielmo kwam ook voor Italië in actie op het WK 2023 in Australië en Nieuw-Zeeland. Hier was de groepsfase opnieuw het eindstation voor Italië na een nederlaag tegen Zuid-Afrika.